# Fuktronic
Fuktronic è un album in studio dei musicisti statunitensi Jimmy Urine e Serj Tankian, pubblicato l'8 maggio 2020 dalla Serjical Strike Records.

## Descrizione
Si tratta dell'ultimo dei quattro dischi annunciati da Tankian già nel 2012 e si caratterizza per sonorità prettamente elettroniche. Secondo quanto affermato da entrambi gli artisti, il progetto nasce come colonna sonora di un film non esistente e che trae ispirazione dalle musiche dei film di gangster, includendo pertanto dialoghi strettamente correlati alla tipologia di film:
(Serj Tankian)
Il disco era originariamente previsto nell'aprile 2020 nel solo formato vinile in occasione dell'annuale Record Store Day ma a causa della pandemia di COVID-19 la sua uscita è stata posticipata all'8 maggio per il download digitale e al 20 giugno per l'edizione vinile.

## Tracce
1. Chase – 4:11
2. Parole – 2:45
3. Shot – 3:17
4. Frenchy – 2:37
5. Guns – 3:09
6. Ladies – 3:38
7. Kit Kat Club – 3:43
8. Russian – 4:02
9. TTFO – 2:38
10. Flight – 1:54
11. Fail – 4:22
12. Credits – 2:53